# Moldeamiento
El moldeamiento es una estrategia psicológica con la cual se pretende aumentar la frecuencia de una conducta en un individuo que no la realiza o que no la hace con tanta frecuencia como se desearía. Sirve para establecer conductas complejas que aún no existen en el repertorio comportamental de un individuo. Consiste en reforzar en aproximaciones sucesivas, conductas que el sujeto emita que se asemejen a la conducta meta.
El moldeamiento se utiliza cuando el sujeto (frecuentemente niños o personas con discapacidad intelectual) no saben realizar la conducta porque les resulta compleja. Por ello, no se ofrece un refuerzo o reforzador positivo cuando consigue hacer la acción. En su lugar, la conducta se descompone en sus partes más simples y se escalona su aprendizaje, tomando en un primer lugar las más elementales y avanzando hacia las más complejas. Así, se va reforzando una a una, primero las elementales y progresivamente, las más complicadas, apoyadas en las anteriores. 
Gracias a esta estrategia, el paciente va aprendiendo poco a poco una conducta originariamente muy compleja y fuera de su repertorio.
Por ejemplo, si un profesor está enseñándole a un alumno a escribir el numeral "1", puede empezar por reforzarle cuando haga una línea curva. De todas las líneas curvas que haga, algunas serán más rectas y más verticales que otras. Ya habiendo establecido las líneas curvas, el maestro empezará a reforzar las que sean más rectas, y así sucesivamente.